# T-Board
T-Board — це скейтборд на двох колесах, випущений на ринок компанією Tierney Rides. На відміну від класичного скейтборду, T-Board чутливий до нахилів Тейла і, за твердженням виробника, відтворює на твердій поверхні поведінка класичного сноуборду — звідси рекламний слоган «Сноуборд на асфальті».
Існують 2 модифікації T-Board: Snowboard Geometry Deck (41 х 9 5/8 дюйма) та Skateboard Geometry Deck (38 х 9 дюймів). Також в продаж надійшла модель довжиною 33 дюйма.